# Land
|  | Per a altres significats, vegeu «Estat federat alemany». |

Land és un despoblat al Comtat de Butte (Califòrnia) a 1.5 milles (2.4 km) a l'est/sud-est de Bidwell's Bar seguint la línia fèrria de la Southern Pacific. a una altitud de 275 msnm, Land es troba actualment sota les aigües de llac Oroville. El lloc pren el nom d'A. H. Land, president d'una empresa fustera.